# Rio Crocna
O Rio Crocna é um rio da Romênia, afluente do Crişul Alb, localizado no distrito de Arad.